# 阿克斯塔法河

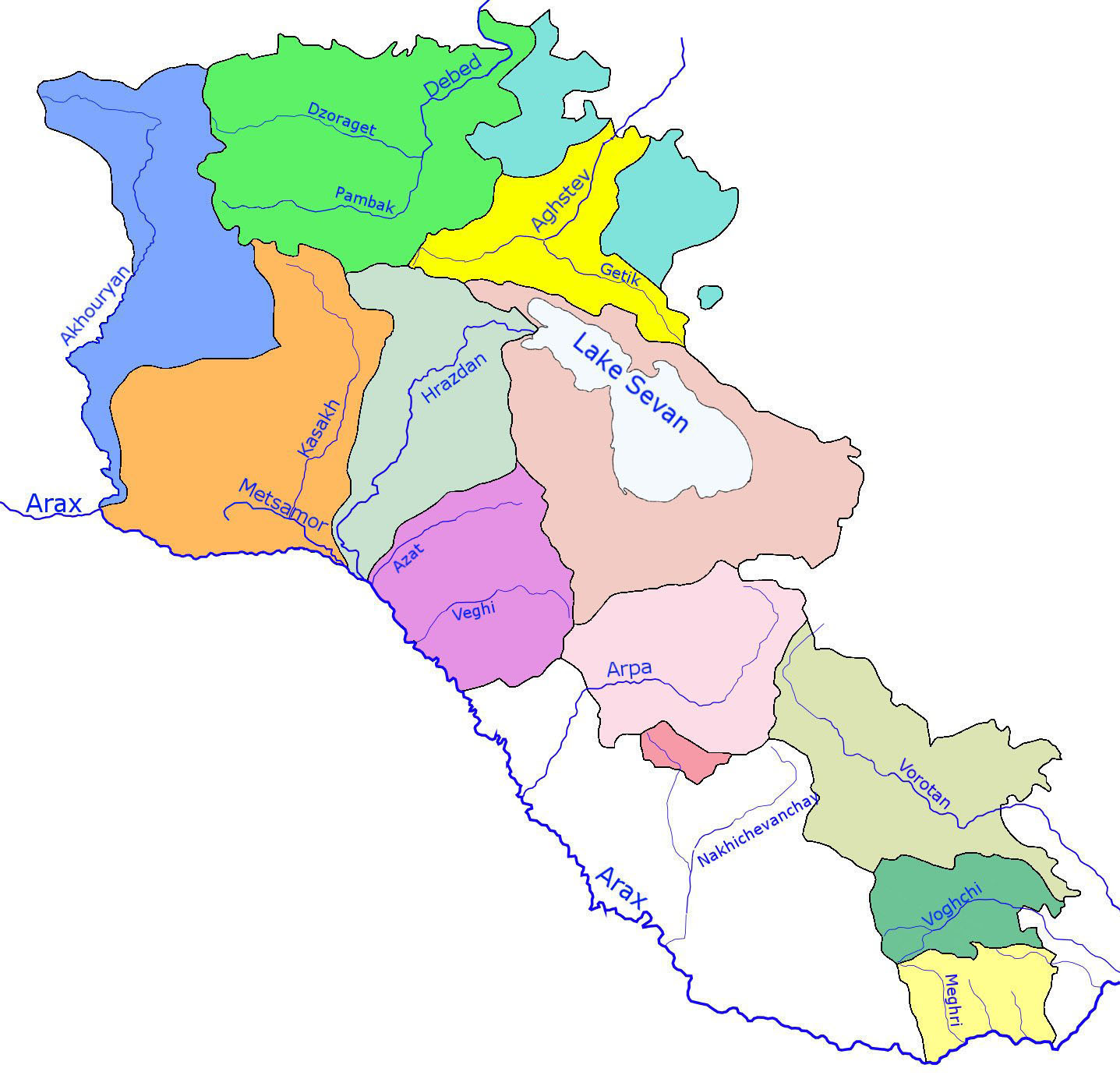

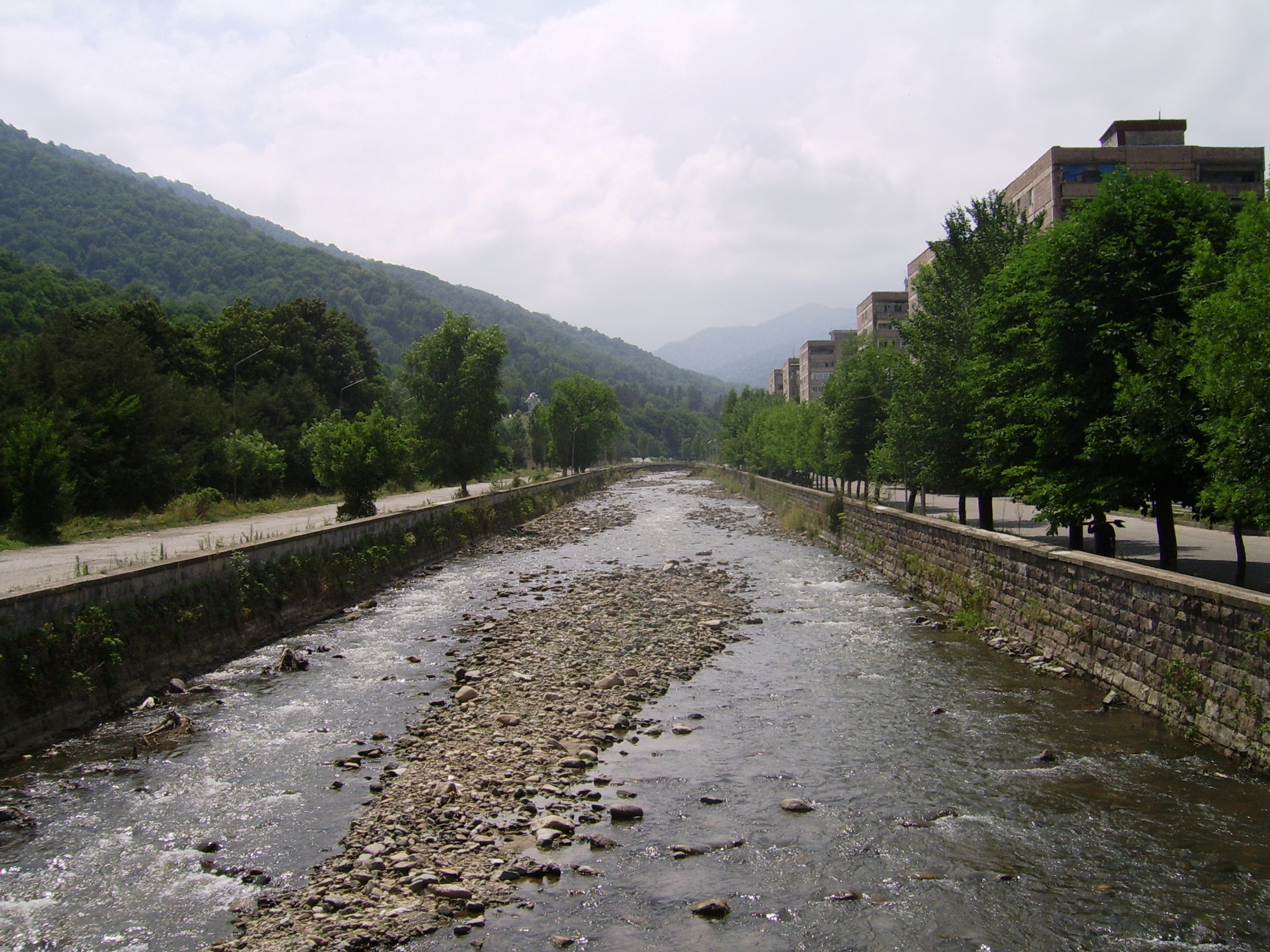

阿克斯塔法河是阿塞拜疆和亞美尼亞的河流，屬於庫拉河的右支流，河道全長133公里，流域面積2,589平方公里，河水主要來自地下水、融雪和雨水。
41°15′N 45°26′E / 41.250°N 45.433°E